# Armand Carlsen
Armand Henning Carlsen (* 20. Oktober 1905 in Oslo; † 8. Mai 1969 ebenda) war ein norwegischer Eisschnellläufer und Radrennfahrer.

## Werdegang
Carlsen, der für den Oslo SK startete, lief im Winter 1924/25 bei der Mehrkampf-Weltmeisterschaft 1925 in Leningrad auf den neunten Platz, bei der norwegischen Meisterschaft auf den sechsten Rang, im Winter 1925/26 bei der Mehrkampf-Weltmeisterschaft 1926 in Trondheim auf den zehnten Platz und bei der norwegischen Meisterschaft auf den neunten Rang. Im folgenden Jahr holte er bei der Mehrkampf-Weltmeisterschaft in Tampere die Bronzemedaille. Zudem lief er bei der norwegischen Meisterschaft auf den fünften Platz und bei der Mehrkampf-Europameisterschaft 1927 in Stockholm auf den vierten Rang. Nach Platz drei bei der norwegischen Meisterschaft 1928 wurde er Siebter bei der Mehrkampf-Europameisterschaft in Oslo. Bei der Mehrkampf-Weltmeisterschaft in Davos, wo er den siebten Rang belegte, lief er über 10.000 m mit einer Zeit von 17 Minuten und 17,4 Sekunden einen neuen Weltrekord. Bei den Olympischen Winterspielen in der folgenden Woche in St. Moritz wurde er Fünfter über 5000 m. Zudem fuhr er im selben Jahr als Bahnradfahrer bei den nordischen Meisterschaften auf den zweiten Platz und wurde im folgenden Jahr mit dem Egebergs Ærespris geehrt. Ebenfalls im Jahr 1929 errang er bei der norwegischen Meisterschaft den neunten Platz und bei der Mehrkampf-Weltmeisterschaft in Oslo den siebten Platz.
In der Saison 1929/30 kam Carlsen bei der norwegischen Meisterschaft und bei der Mehrkampf-Europameisterschaft in Trondheim jeweils auf den fünften Platz und bei der Mehrkampf-Weltmeisterschaft in Oslo auf den vierten Rang und in der Saison 1930/31 bei der Mehrkampf-Europameisterschaft in Stockholm auf den siebten Platz, bei der norwegischen Meisterschaft auf den sechsten Rang, sowie bei der Mehrkampf-Weltmeisterschaft in Helsinki auf den vierten Platz. In den folgenden Jahren belegte er bei der norwegischen Meisterschaft 1932 den neunten Platz, 1933 den vierten Rang und 1934 den siebten Platz. Bei der Mehrkampf-Weltmeisterschaft 1933 in Oslo wurde er Neunter und bei der Mehrkampf-Weltmeisterschaft 1934 in Helsinki Achter. Im Winter 1934/35 lief er, nach Platz sechs bei der norwegischen Meisterschaft, auf den 12. Platz bei der Mehrkampf-Weltmeisterschaft 1935 in Oslo und auf den neunten Rang bei der Mehrkampf-Europameisterschaft 1935 in Helsinki. Bei der norwegischen Meisterschaft 1936 und 1937 errang er die Plätze 12 und acht.
Von 1956 bis 1961 war Carlsen Präsident des Norwegischen Eislaufverbands. Sein Enkel Øystein Carlsen startete bei den Olympischen Winterspielen 1994 in Lillehammer im Shorttrack.

## Persönliche Bestleistungen
| Disziplin | Zeit        | Datum           | Ort   |
| --------- | ----------- | --------------- | ----- |
| 500 m     | 47,1 s      | 6. Januar 1934  | Oslo  |
| 1000 m    | 1:34,0 min  | 4. März 1931    | Oslo  |
| 1500 m    | 2:23,6 min  | 31. Januar 1928 | Davos |
| 5000 m    | 8:34,0 min  | 4. Februar 1928 | Davos |
| 10.000 m  | 17:17,4 min | 4. Februar 1928 | Davos |